# Fissidentalium verconis
Fissidentalium verconis is een Scaphopodasoort uit de familie van de Dentaliidae. De wetenschappelijke naam van de soort is voor het eerst geldig gepubliceerd in 1938 door Cotton & Ludbrook.